# Trichogatha aroa
Trichogatha aroa är en fjärilsart som beskrevs av George Thomas Bethune-Baker 1906. Trichogatha aroa ingår i släktet Trichogatha och familjen nattflyn. Inga underarter finns listade i Catalogue of Life.